# Cox's Bazar (zila)
Cox's Bazar (en bengalí: কক্সবাজার জেলা) es un zila o distrito de Bangladés que forma parte de la división de Chittagong. La capital es la ciudad de Cox's Bazar.
Comprende 8 upazilas en una superficie territorial de 2247 km²: Chakaria, Cox's Bazar Sadar, Kutubdia, Maheshkhali, Ramu, Teknaf, Ukhia y Pekua.

## Upazilas
- Chakaria
- Cox's Bazar Sadar
- Kutubdia
- Maheshkhali
- Pekua
- Ramu
- Teknaf
- Ukhia

## Demografía
Según estimación del censo de 2011 contaba con una población total de 2.289.990 habitantes.